# Elezioni parlamentari in Finlandia del 1924
Le elezioni parlamentari in Finlandia del 1924 si tennero il 2 aprile per il rinnovo dell'Eduskunta.

## Risultati
| Liste                                                     | Voti    | %     | Seggi | Differenza | Differenza | Differenza |
| Liste                                                     | Voti    | %     | Seggi | Voti       | %          | Seggi      |
| --------------------------------------------------------- | ------- | ----- | ----- | ---------- | ---------- | ---------- |
| Partito Socialdemocratico Finlandese                      | 255.068 | 29,02 | 60    | +38.207    | +4,0       | +7         |
| Lega Agraria                                              | 177.982 | 20,25 | 44    | +2.581     | -0,0       | -1         |
| Partito di Coalizione Nazionale                           | 166.880 | 18,99 | 38    | +9.764     | +0,8       | +3         |
| Partito Popolare Svedese                                  | 105.733 | 12,03 | 23    | -1.681     | -0,4       | -2         |
| Lista Socialista dei Lavoratori e dei Piccoli Proprietari | 91.839  | 10,45 | 18    | -36.342    | -4,4       | -9         |
| Partito Progressista Nazionale                            | 79.937  | 9,09  | 17    | +261       | -0,1       | +2         |
| Lista dei Contadini                                       | 456     | 0,05  | –     | –          | –          | –          |
| Altri                                                     | 1.046   | 0,12  | –     | +274       | –          | –          |
| Totale                                                    | 878.941 |       | 200   | +13.520    |            |            |